# Un'altra scatenata dozzina
Un'altra scatenata dozzina (Cheaper by the Dozen) è un film del 2022 diretto da Gail Lerner. Il progetto è stato ispirato dalla famiglia Gilbreth nella vita reale e dal racconto semi-autobiografico delle loro vite come scritto nel romanzo del 1948 Cheaper by the Dozen di Frank Bunker Gilbreth Jr. e sua sorella Ernestine Gilbreth Carey. 

## Trama
I Baker sono una famiglia mista iniziata con Paul Baker e sua moglie Kate che insieme hanno avuto le figlie Ella e Harley e il loro figlio adottivo Haresh dopo che i loro amici sono morti in un incidente d'auto. Kate alla fine ha divorziato da Paul, ma sono rimasti amici con Kate che si è comportata come una baby sitter occasionale, anche se leggermente distratta. Zoey ha sposato il giocatore di football Dominic "Dom" Clayton e ha avuto la figlia Deja e il figlio DJ. A causa della vita da celebrità di Dom, Zoey ha divorziato da lui e ha preso in custodia i bambini. Paul ha incontrato Zoey dopo che lei ha visitato il suo piccolo ristorante e gli ha suggerito di preparare l'intero menù a tema colazione 24 ore su 24, 7 giorni su 7. I due alla fine si sposarono, ampliarono il ristorante, lo ribattezzarono Baker's Breakfast e ebbero due coppie di gemelli Luca e Luna e Bronx e Bailey.
Dom continua ad essere attivo nelle vite di Deja e DJ, il che intimidisce leggermente Paul poiché era raramente lì all'inizio. Mentre Deja si prepara per la sua borsa di studio per il basket, DJ sente di entrare in contatto con Paul più che con Dom e preferirebbe parlare con lui. Paul incontra una grande azienda per espandere il suo ristorante. Ci riesce e fa vendere la sua famosa salsa sugli scaffali, ma la famiglia dovrà trasferirsi da Los Angeles a Calabasas, anche se avranno anche una casa più grande in una gated community. All'arrivo, Zoey inizia a sentire gli effetti della profilazione razziale, specialmente tra la leader delle mamme della comunità Anne. Paul riceve improvvisamente una chiamata che lo informa che sua sorella Rachel è stata ricoverata in riabilitazione; costringendolo ad accogliere suo nipote Seth, che ha avuto l'abitudine di fare il ladro. Tuttavia, Seth si lega immediatamente ad Haresh quando scopre di essere preso di mira nella nuova scuola a causa della sua etnia e gli insegna a difendersi. Deja inizia a vedere un ragazzo di nome Chris e sgattaiola fuori di casa per vederlo.
Paul si ritrova a dover viaggiare per cercare nuovi posti per espandere il suo ristorante, anche se gli amministratori delegati Melanie e Michele insistono nel modificare alcuni dei suoi ideali di business per ridurre i costi. Comincia a perdere tempo per stare con la sua famiglia; rendendo Zoey molto arrabbiata poiché questo era il motivo per cui ha divorziato da Dom per cominciare. Il giorno del compleanno di DJ, Paul si precipita a tornare a casa; durante il quale le cose iniziano a sfuggire di mano quando DJ cambia il suo look per impressionare una ragazza, Haresh e Seth vengono condannati per aver iniziato una rissa a scuola e Anne fa il profilo della famiglia di Zoey per una serie di recenti effrazioni. All'arrivo di Paul, Deja ammette di aver lasciato la squadra di basket e che l'intera famiglia è stata infelice da quando è arrivata a Calabasas. Dom sentendo che Zoey non può più gestire i loro figli annuncia che vuole la piena custodia di Deja e DJ.
Harley ed Ella accusano Seth dell'irruzione dopo che Haresh ha sottolineato di averlo visto rubare dal registratore di cassa del ristorante, anche se lo ha restituito e se ne va con rabbia. Dopo aver realizzato il loro errore, i Baker, Kate e Dom escono tutti e trovano Seth. Si scusano e ammettono che fa parte della famiglia e si unisce a loro. Tornati a casa, Paul e Dom discutono della loro diversa educazione; mentre Paul non saprà mai cosa vuol dire essere in svantaggio, Dom deve capire che stare lontano dai suoi figli lo ha reso distante e che deve essere più attento. Rendendosi conto di quanto la sua famiglia significhi per lui, Paul rompe il suo accordo con l'azienda in modo che possa gestire lui stesso il ristorante. I Bakers tornano a Los Angeles e comprano una nuova casa. Durante la cena, o meglio la colazione, alla nuova Baker's Dozen Breakfast, Paul rivela che il design della bottiglia è cambiato per riflettere la famiglia; Seth compreso.

## Produzione
Nel 2016, è stato riferito che Kenya Barris avrebbe lavorato con la 20th Century Fox a un remake di Una scatenata dozzina. Il 6 agosto 2019, in seguito all'acquisizione della 21st Century Fox da parte della Disney, il CEO della Disney Bob Iger ha annunciato che era in fase di sviluppo un remake di Una scatenata dozzina e che sarebbe stato presentato in anteprima sul servizio di streaming dell'azienda, Disney+. Gail Lerner doveva dirigere il film con una sceneggiatura co-scritta da Kenya Barris e Jenifer Rice-Genzuk Henry, e Regina Hall era in trattative per unirsi al cast nell'aprile 2020. Le riprese principali avrebbero dovuto iniziare il 13 luglio 2020 a Los Angeles, California. Dopo che le riprese sono state interrotte a causa della pandemia di COVID-19, il nuovo CEO della Disney, Bob Chapek, ha annunciato che le riprese erano ripartite nel novembre 2020. Il film è stato rivelato al Disney Investors Day, insieme al casting di Gabrielle Union. Nel gennaio 2021, Zach Braff si è unito al cast. Nel febbraio 2021, Journee Brown, Kylie Rogers, Andre Robinson, Caylee Blosenski, Aryan Simhaldri, Leo A. Perry, Mykal-Michelle Harris, Christian Cote, Sebastian Cote e Luke Prael si sono uniti al cast come figli della coppia. Erika Christensen si è aggiunta al cast ad aprile dello stesso anno. Ron Funches interpreta il vicino di Seth e June Diane Raphael interpreta Anne.
Le riprese sono iniziate a Los Angeles nell'aprile 2021.

## Distribuzione

### Divieti
Negli Stati Uniti d'America la MPAA ha classificato il film come parental guidance suggested (PG) per scene contenenti materiale suggestivo, linguaggio ed elementi tematici.

## Accoglienza
Sull’aggregatore di recensioni Rotten Tomatoes ha un indice di gradimento del 37%, con un voto medio di 5,20 su 10, basato su 38 recensioni. Metacritic, che utilizza una media ponderata, ha assegnato al film un punteggio di 38 su 100 basato su otto critici, indicando "recensioni generalmente sfavorevoli".